# Blathmac mac Con Brettan
Blathmac mac Con Brettan ['blaθvak mak kon 'bʼrʼetan] war ein irischer Mönch und Dichter (fili), der um 760 n. Chr. wirkte. Sein Vater war Cú Brettan mac Congussa († 740), vermutlich ein König von Ind Airthir, einem Teilreich der Föderation von Airgíalla. Die Geschichte seines Vaters und der Schlachtentod von Blathmacs Bruder Donn Bó werden in der Sage Cath Almaine („Die Schlacht von Alman“) erzählt.
Blathmac wurde in einer Klosterschule unterrichtet und wurde dort von der asketischen Céli Dé-Bewegung beeinflusst. Lediglich zwei Gedichte oder Meditationen Blathmacs über die Mutter von Jesus Christus sind in einer Handschrift aus dem 17. Jahrhundert überliefert (Tan cucam a Mhuire und Oh Mhaire). In ihnen will der Dichter den Lesern die Passionsgeschichte mit zeitgenössischen Vorstellungen der irischen Gesellschaft des 8. Jahrhunderts verdeutlichen. Sie befinden sich heute im Besitz der Irischen Nationalbibliothek.
Blathmacs Gedichte sind eine wichtige Hilfe zum Verständnis der irischen Kultur des Frühmittelalters.